# 観応
観応（かんおう/かんのう、旧字体：觀應）は、日本の南北朝時代の元号の一つ。北朝方が使用した。貞和の後、文和の前。1350年から1352年までの期間を指す。この時代の天皇は、北朝方が崇光天皇・後光厳天皇。南朝方が後村上天皇。室町幕府将軍は足利尊氏。正平一統による4か月間の中断を経たのち復活している。

## 改元
- 貞和6年2月27日（ユリウス暦1350年4月4日） 崇光天皇の即位により改元
- 観応3年9月27日（ユリウス暦1352年11月4日） 後光厳天皇の即位により文和に改元

## 観応年間の出来事
元年（南朝正平5年、1350年）
- 10月、足利直義が京都を脱出する。足利尊氏・高師直らは足利直冬追討のため九州へ下向する。
- 11月、直義が師直・師冬討伐を名目に兵を集める。光厳上皇が直義追討の院宣を渙発。
- 12月、直義が南朝に講和条件を示して帰順する。尊氏が福岡（現在の岡山県瀬戸内市）から引き返す。

2年（南朝正平6年、1351年）
- 1月、桃井直常が北国より入京し、尊氏らを播磨国へ駆逐する。高師冬が南朝に攻められ甲斐国で自殺する。
- 2月、直義が摂津国打出浜で尊氏方を破り、高兄弟の引退を名目に和睦する。上杉能憲が高兄弟を護送中に謀殺する。
- 3月、足利直冬を鎮西探題に任命する。
- 10月、尊氏が南朝へ降伏し、南朝から直義に対する追討令が出る。
- 11月、崇光天皇を廃位、「観応」が廃され、正平一統が成る。
- この頃高麗国沿岸で倭寇が活動し始める。

3年（南朝正平7年、1352年）
- 閏2月、尊氏の将軍職を解く。北畠親房はじめ南朝方の諸臣・諸将が入京し、正平一統が破談。北朝の光厳・光明・崇光の3上皇と崇光の皇太子直仁親王を南朝の本拠地へ拉致する。
- 6月、光厳・光明両上皇の国母・広義門院が治天の政務代行を承諾し、「観応」元号の回復を宣言する。
- 8月、崇光上皇の弟・弥仁親王が践祚する（後光厳天皇）。

## 死去
- 元年
  - 4月 卜部兼好
- 2年
  - 9月 夢窓疎石（享年77）

## 西暦との対照表
※は小の月を示す。
| 観応元年（庚寅） | 一月※     | 二月  | 三月※   | 四月  | 五月※ | 六月  | 七月 | 八月※ | 九月 | 十月※ | 十一月  | 十二月※ |          |
| 正平五年         | 一月※     | 二月  | 三月※   | 四月  | 五月※ | 六月  | 七月 | 八月※ | 九月 | 十月※ | 十一月  | 十二月※ |          |
| ---------------- | --------- | ----- | ------- | ----- | ----- | ----- | ---- | ----- | ---- | ----- | ------- | ------- | -------- |
| ユリウス暦       | 1350/2/8  | 3/9   | 4/8     | 5/7   | 6/6   | 7/5   | 8/4  | 9/3   | 10/2 | 11/1  | 11/30   | 12/30   |          |
| 観応二年（辛卯） | 一月      | 二月※ | 三月    | 四月※ | 五月※ | 六月  | 七月 | 八月※ | 九月 | 十月  | 十一月※ | 十二月  |          |
| 正平六年         | 一月      | 二月※ | 三月    | 四月※ | 五月※ | 六月  | 七月 | 八月※ | 九月 | 十月  | 十一月※ | 十二月  |          |
| ユリウス暦       | 1351/1/28 | 2/27  | 3/28    | 4/27  | 5/26  | 6/24  | 7/24 | 8/23  | 9/21 | 10/21 | 11/20   | 12/19   |          |
| 観応三年（壬辰） | 一月※     | 二月  | 閏二月※ | 三月※ | 四月  | 五月※ | 六月 | 七月※ | 八月 | 九月  | 十月    | 十一月※ | 十二月   |
| 正平七年         | 一月※     | 二月  | 閏二月※ | 三月※ | 四月  | 五月※ | 六月 | 七月※ | 八月 | 九月  | 十月    | 十一月※ | 十二月   |
| ユリウス暦       | 1352/1/18 | 2/16  | 3/17    | 4/15  | 5/14  | 6/13  | 7/12 | 8/11  | 9/9  | 10/9  | 11/8    | 12/8    | 1353/1/6 |